# National Hockey League 1965/1966
National Hockey League 1965/1966 var den 49:e säsongen av NHL. 6 lag spelade 70 matcher i grundserien innan Stanley Cup inleddes den 7 april 1966. Stanley Cup vanns av Montreal Canadiens som tog sin 14:e titel, efter finalseger mot Detroit Red Wings med 4-2 i matcher.
Legenden Bobby Hull från Chicago Black Hawks vann poängligan på 97 poäng (54 mål + 43 assist).

## Grundserien
| Nr | Lag                 | S  | V  | O  | F  | GM  | IM  | MS   | P  |
| -- | ------------------- | -- | -- | -- | -- | --- | --- | ---- | -- |
| 1  | Montreal Canadiens  | 70 | 41 | 8  | 21 | 239 | 173 | +66  | 90 |
| 2  | Chicago Black Hawks | 70 | 37 | 8  | 25 | 240 | 187 | +53  | 82 |
| 3  | Toronto Maple Leafs | 70 | 34 | 11 | 25 | 208 | 187 | +21  | 79 |
| 4  | Detroit Red Wings   | 70 | 31 | 12 | 27 | 221 | 194 | +27  | 74 |
| 5  | Boston Bruins       | 70 | 21 | 6  | 43 | 174 | 275 | −101 | 48 |
| 6  | New York Rangers    | 70 | 18 | 11 | 41 | 195 | 261 | −66  | 47 |

## Poängligan 1965/1966
Not: SM = Spelade matcher, M = Mål, A = Assists, PTS = Poäng
| Spelare        | Lag                 | SM | M  | A  | Pts |
| -------------- | ------------------- | -- | -- | -- | --- |
| Bobby Hull     | Chicago Black Hawks | 65 | 54 | 43 | 97  |
| Stan Mikita    | Chicago Black Hawks | 68 | 30 | 48 | 78  |
| Bobby Rousseau | Montreal Canadiens  | 70 | 30 | 48 | 78  |
| Jean Beliveau  | Montreal Canadiens  | 67 | 29 | 48 | 77  |
| Gordie Howe    | Detroit Red Wings   | 70 | 29 | 46 | 75  |

## Slutspelet 1966
4 lag gjorde upp om Stanley Cup-bucklan, matchserierna avgjordes det i bäst av sju matcher.
Semifinaler
Montreal Canadiens vs. Toronto Maple Leafs
| Datum    | Hemma               | Mål | Borta               | Mål |
| -------- | ------------------- | --- | ------------------- | --- |
| 7 april  | Montreal Canadiens  | 4   | Toronto Maple Leafs | 3   |
| 9 april  | Montreal Canadiens  | 2   | Toronto Maple Leafs | 0   |
| 12 april | Toronto Maple Leafs | 2   | Montreal Canadiens  | 5   |
| 14 april | Toronto Maple Leafs | 1   | Montreal Canadiens  | 4   |

Montreal Canadiens vann semifinalserien med 4-0 i matcher
Chicago Black Hawks vs. Detroit Red Wings
| Datum    | Hemma               | Mål | Borta               | Mål |
| -------- | ------------------- | --- | ------------------- | --- |
| 7 april  | Chicago Black Hawks | 2   | Detroit Red Wings   | 1   |
| 10 april | Chicago Black Hawks | 0   | Detroit Red Wings   | 7   |
| 12 april | Detroit Red Wings   | 1   | Chicago Black Hawks | 2   |
| 14 april | Detroit Red Wings   | 5   | Chicago Black Hawks | 1   |
| 17 april | Chicago Black Hawks | 3   | Detroit Red Wings   | 5   |
| 19 april | Detroit Red Wings   | 3   | Chicago Black Hawks | 2   |

Detroit Red Wings vann semifinalserien med 4-2 i matcher

## Stanley Cup-final 1966
Montreal Canadiens vs. Detroit Red Wings
| Datum    | Hemma              | Mål | Borta              | Mål | Spelplats                | Not      |
| -------- | ------------------ | --- | ------------------ | --- | ------------------------ | -------- |
| 24 april | Montreal Canadiens | 2   | Detroit Red Wings  | 3   | Forum, Montreal          |          |
| 26 april | Montreal Canadiens | 2   | Detroit Red Wings  | 5   | Forum, Montreal          |          |
| 28 april | Detroit Red Wings  | 2   | Montreal Canadiens | 4   | Detroit Olympia, Detroit |          |
| 1 maj    | Detroit Red Wings  | 1   | Montreal Canadiens | 2   | Detroit Olympia, Detroit |          |
| 3 maj    | Montreal Canadiens | 5   | Detroit Red Wings  | 1   | Forum, Montreal          |          |
| 5 maj    | Detroit Red Wings  | 2   | Montreal Canadiens | 3   | Detroit Olympia, Detroit | SD 02:20 |

Montreal Canadiens vann finalserien med 4-2 i matcher

## NHL awards
| 1965–66 NHL awards            | 1965–66 NHL awards                               |
| ----------------------------- | ------------------------------------------------ |
| Prince of Wales Trophy:       | Montreal Canadiens                               |
| Art Ross Memorial Trophy:     | Bobby Hull, Chicago Black Hawks                  |
| Calder Memorial Trophy:       | Brit Selby, Toronto Maple Leafs                  |
| Conn Smythe Trophy:           | Roger Crozier, Detroit Red Wings                 |
| Hart Memorial Trophy:         | Bobby Hull, Chicago Black Hawks                  |
| James Norris Memorial Trophy: | Jacques Laperrière, Montreal Canadiens           |
| Lady Byng Memorial Trophy:    | Alex Delvecchio, Detroit Red Wings               |
| Vezina Trophy:                | Gump Worsley & Charlie Hodge, Montreal Canadiens |
| Lester Patrick Trophy:        | J.J. "Jack" Adams                                |

## All-Star
| Första                                 | Position | Andra                                |
| -------------------------------------- | -------- | ------------------------------------ |
| Glenn Hall, Chicago Black Hawks        | M        | Gump Worsley, Montreal Canadiens     |
| Jacques Laperrière, Montreal Canadiens | B        | Allan Stanley, Toronto Maple Leafs   |
| Pierre Pilote, Chicago Black Hawks     | B        | Pat Stapleton, Chicago Black Hawks   |
| Stan Mikita, Chicago Black Hawks       | C        | Jean Beliveau, Montreal Canadiens    |
| Gordie Howe, Detroit Red Wings         | HF       | Bobby Rousseau, Montreal Canadiens   |
| Bobby Hull, Chicago Black Hawks        | VF       | Frank Mahovlich, Toronto Maple Leafs |